# Lily Cole

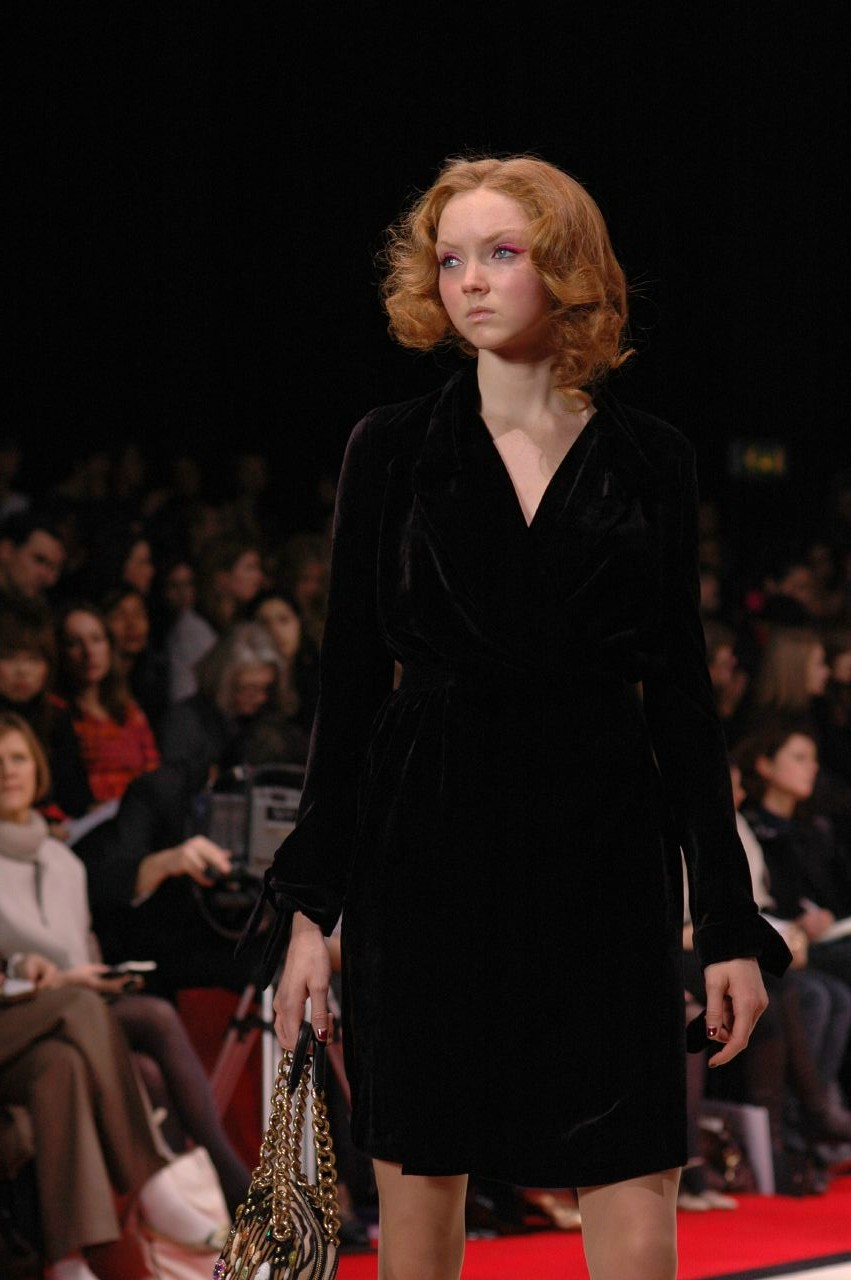
Lily Cole

Lily Luahana Cole (27 de dezembro de 1987) é uma modelo, atriz e cantora inglesa.

## Biografia
Cole nasceu na Inglaterra e cresceu em Londres com sua irmã Elvie. Sua chance de começar uma carreira de modelo apareceu quanto tinha 14 anos. Ela estava andando nas ruas de Soho quando o ator Benjamin Hart convidou para ser modelo e assim assinou um contrato com Storm Models, a agência de supermodelos como Kate Moss. É conhecida por falar a frase "Elegance is not for anyone It is for those who can" [pt: "Elegancia não é pra quem quer. É apenas pra quem pode."].
Lily Cole também é atriz, e participou dos seguintes filmes.
Passage como Tania,
The Imaginarium of Doctor Parnassus como Valentina
Rage como Lettuce Leaf e
St. Trinian's como Polly onde fez o primeiro filme de sua carreira. também participou de :
Phantasmagoria: The Visions of Lewis Carroll como Alice e
There Be Dragons como Aline
Snow White and the Huntsman como Greta
The Moth Diaries como Ernessa
- filmes
- The Moth Diaries - Ernessa Block
- Snow White and the Huntsman - Greta
- Albus
- 2002 Lily Cole
- 2003 Normal Crazy
- 2004 Training to Kill
- 2005 Training To Kill 2
- 2007 Deatent
- 2010 Why Do It Love Me
- 2011 Footworks
- 2012 Ride On Ride
- 2013 Saliet
- 2013 Ticky Tack